# Francisco Lezcano, el Niño de Vallecas
Francisco Lezcano, "el Niño de Vallecas" es una pintura al óleo de Velázquez conservada en el Museo del Prado. No existe seguridad en la identificación del personaje representado, un enano de corte de Felipe IV al que en documentos de finales del siglo XVIII se dio el nombre de el Niño de Vallecas, apodo que no corresponde a Francisco Lezcano, vizcaíno, con el que más tarde se relacionó al retratado, ni a ningún otro de los bufones conocidos del reinado de Felipe IV.

## Historia
En 1701 se encontraba en la Torre de la Parada, finca de caza y recreo para la que posiblemente fue pintado, en unión de otros tres «retratos de diferentes sujetos y enanos», según se decía en el inventario de ese año. Formó pareja con el retrato del bufón don Diego de Acedo, pasando juntos al Palacio de El Pardo donde fue descrito en 1714 como un bufón con unos naipes. En 1772 fue llevado al Palacio Real Nuevo, donde en el inventario de 1794 —localizado en la "pieza de trucos"— se le dio por primera vez el título del Niño de Vallecas. En 1819 ingresó en el Museo del Prado, figurando en su primer catálogo como Una muchacha boba, para recuperar en los catálogos posteriores y hasta el de Pedro de Madrazo el nombre de Niño de Vallecas, cuestionado ya por Gregorio Cruzada Villaamil en 1885.
La identificación con Francisco Lezcano se debe a la documentación relativa a un bufón de este nombre admitido en 1634 al servicio del príncipe Baltasar Carlos. Llamado Lezcanillo o el enano Vizcaíno, permaneció en la corte hasta su muerte en 1649, con un paréntesis entre 1645 y 1648, años en los que consta se ausentó de ella aunque se desconoce el motivo. Un documento de 1634 refleja que a «un enano vizcaíno» se le había hecho entrega de tres varas de tejido verde de Valencia para hacerle con él una «ropilla» y «mangas de rueda» guarnecida con pasamanos de oro falso, que José Moreno Villa pensó podía tratarse de la ropa que viste el enano —identificado también con Lezcano— que acompaña al príncipe Baltasar Carlos en el lienzo de Boston, creyéndolo pintado en 1635. Sin embargo, habiéndose pintado este en 1631 o 1632, a tenor de la inscripción que en el propio lienzo aparece y la edad aparente del príncipe, tal identificación no es posible, al no encontrarse todavía Lezcano en la corte. El nombre de Lezcano fue recogido por primera vez en el catálogo del Prado de 1942, siendo posteriormente aceptado de forma general. Camón Aznar y José López-Rey, admitiendo que el personaje retratado fuese, en efecto, Lezcano, sostuvieron que el cuadro pudo ser pintado en Zaragoza a donde el enano habría acompañado a su señor en la «jornada de Aragón» de 1644. Jonathan Brown, que solo admite con reservas la identificación con Lezcano, adelanta la fecha de su ejecución a 1636-1638, años en los que consta que Velázquez hacía algunas pinturas para la Torre de la Parada. El paisaje de la Sierra de Guadarrama y el tabardo verde oscuro que viste, traje propio de cacería, pueden explicarse por ese destino en un pabellón de caza, así como se explica el punto de vista bajo adoptado pues en la decoración del palacio debía servir de sobrepuerta.

## Descripción
Sentado sobre una roca, con la pierna derecha extendida en escorzo hacia el espectador, juguetea con unos naipes que lleva entre las manos, símbolo de la ociosidad, aunque del objeto que lleva entre las manos se han dado también otras explicaciones, señalando Pedro de Madrazo que pudiera ser un «trusco de pan» o un casco de teja, «que no lo dice el cuadro claramente». Viste un tabardo verde de caza de cierta calidad, pero con desaliño, asomando la camisa arrugada solo a un lado por la parte del escote. El enano levanta la cabeza para mirar al espectador pero venciéndose sin fuerza hacia la derecha, subrayando con su inestabilidad la vaciedad de la mirada. Intencionadamente Velázquez ha contrastado al bufón ocioso, con la mirada perdida y el pequeño mazo de cartas entre las manos, con su compañero El Primo retratado mientras hojea un grueso infolio en compañía de otros libros. Para Julián Gállego, sin embargo, la cueva o abrigo —quizá grueso tronco de árbol— en que se refugia es un escenario «propicio para la meditación».
Pintado, como el retrato de El bufón don Diego de Acedo, el Primo, de forma directa y rápida, presenta efectos de desenfoque aún más marcados que en este en cabeza y manos por la insistencia en repasar con el pincel sobre la pintura aún blanda. Los dedos, completamente desdibujados, solo se indican por la superposición de trazos de bermellón de mercurio en la dirección deseada. El paisaje es como el del retrato ecuestre del príncipe Baltasar Carlos una mancha grisácea extendida sobre la preparación completada con pinceladas aplicadas encima rápidas y precisas, con diferentes pigmentos muy diluidos, dando así forma a las nubes, montañas y vegetación. La preparación del lienzo es la misma que la empleada en El Primo y en los retratos de los personajes reales en traje de caza, pintados también para la Torre de la Parada, aunque en este ha desaparecido el estrato superior, de tonalidad anaranjada, lo que podría tomarse como un paso en la evolución técnica, que culmina en El bufón Calabacillas.